# Santiniketan
Shantiniketan là một khu phố nằm ở thành phố Bolpur thuộc huyện Birbhum, Tây Bengal, Ấn Độ. Nó nằm cách thành phố Kolkata khoảng 152 km về phía bắc. Được thành lập bởi Debendranath Tagore và sau đó được mở rộng bởi con trai ông là Rabindranath Tagore, người có tầm nhìn đưa nó trở thành thị trấn đại học ngày nay với ra đời của Visva-Bharati vào năm 1921. Shantiniketan được UNESCO công nhận là Di sản thế giới vào năm 2023.

## Lịch sử
Năm 1863, Debendranath Tagore thuê lại khu đất 20 mẫu Anh (81.000 m2) vĩnh viễn từ Bhuban Mohan Sinha, quý tộc (Taluqdar) của Raipur, Birbhum với mức phí hàng năm là 5 Rupee. Ông đã trồng hai cây hoa sữa, xây một nhà khách ở đó và đặt tên là Shantiniketan (nơi ở của hòa bình). Dần dần, toàn bộ khu vực được gọi là Shantiniketan.
Nhà báo Binoy Ghosh nói rằng Bolpur vào giữa thế kỷ 19 là một khu dân cư nhỏ. Nó phát triển khi Shantiniketan phát triển. Một phần nhất định của Bolpur được cai trị bởi Zamindar của gia đình Sinha ở Raipur. Bhuban Mohan Sinha đã phát triển một ngôi làng nhỏ ở vùng Bolpur và đặt tên là Bhubandanga, nằm ngay đối diện Shantiniketan ngày đó.
Bhubandanga là hang ổ của một nhóm cướp có vũ trang khét tiếng, những kẻ không có lòng trắc ẩn trong việc giết người. Điều này dẫn đến tình trạng xung đột và đối đầu, nhưng cuối cùng thủ lĩnh của băng đảng đã đầu hàng. Debendranath và họ bắt đầu giúp Bhuban Mohan Sinha phát triển khu vực. Có một cây hoa sữa nơi Debendranath thường ngồi thiền. Lấy cảm hứng từ Cung điện Pha lê được xây dựng đầu tiên ở Công viên Hyde, Luân Đôn để tổ chức Đại Triển lãm năm 1851 và sau đó được chuyển đi, Debendranath đã xây dựng một hội trường rộng 30x60 feet để làm nơi cầu nguyện cho Brahmo Samaj. Mái nhà lợp ngói và sàn lát đá cẩm thạch trắng nhưng phần còn lại của công trình được làm bằng kính. Ngay từ những ngày đầu, công trình đã là một điểm thu hút lớn đối với mọi người từ khắp nơi.
Rabindranath Tagore lần đầu tiên đến thăm Shantiniketan vào ngày 27 tháng 1 năm 1878 khi ông mới 17 tuổi. Năm 1888, Debendranath dành toàn bộ tài sản để thành lập trường Brahma thông qua chứng thư ủy thác. Năm 1901, nó bắt đầu hoạt động và được biết đến với cái tên Patha Bhavana từ năm 1925. Năm 1913, Rabindranath Tagore đoạt Giải Nobel Văn học. Đó là một niềm tự hào của gia đình Tagore, những người góp phần làm phong phú thêm cuộc sống và xã hội ở Bengal trong nhiều lĩnh vực hoạt động trong một thời gian dài. Môi trường ở Jorasanko Thakur Bari, một trong những bất động sản của gia đình Tagore ở Kolkata là nơi tràn ngập văn học, âm nhạc, hội họa và kịch bản. Được thành lập vào năm 1921 bởi Rabindranath Tagore, Visva Bharati được tuyên bố là trường đại học trung tâm và học viện có tầm quan trọng quốc gia vào năm 1951.

## Hình ảnh

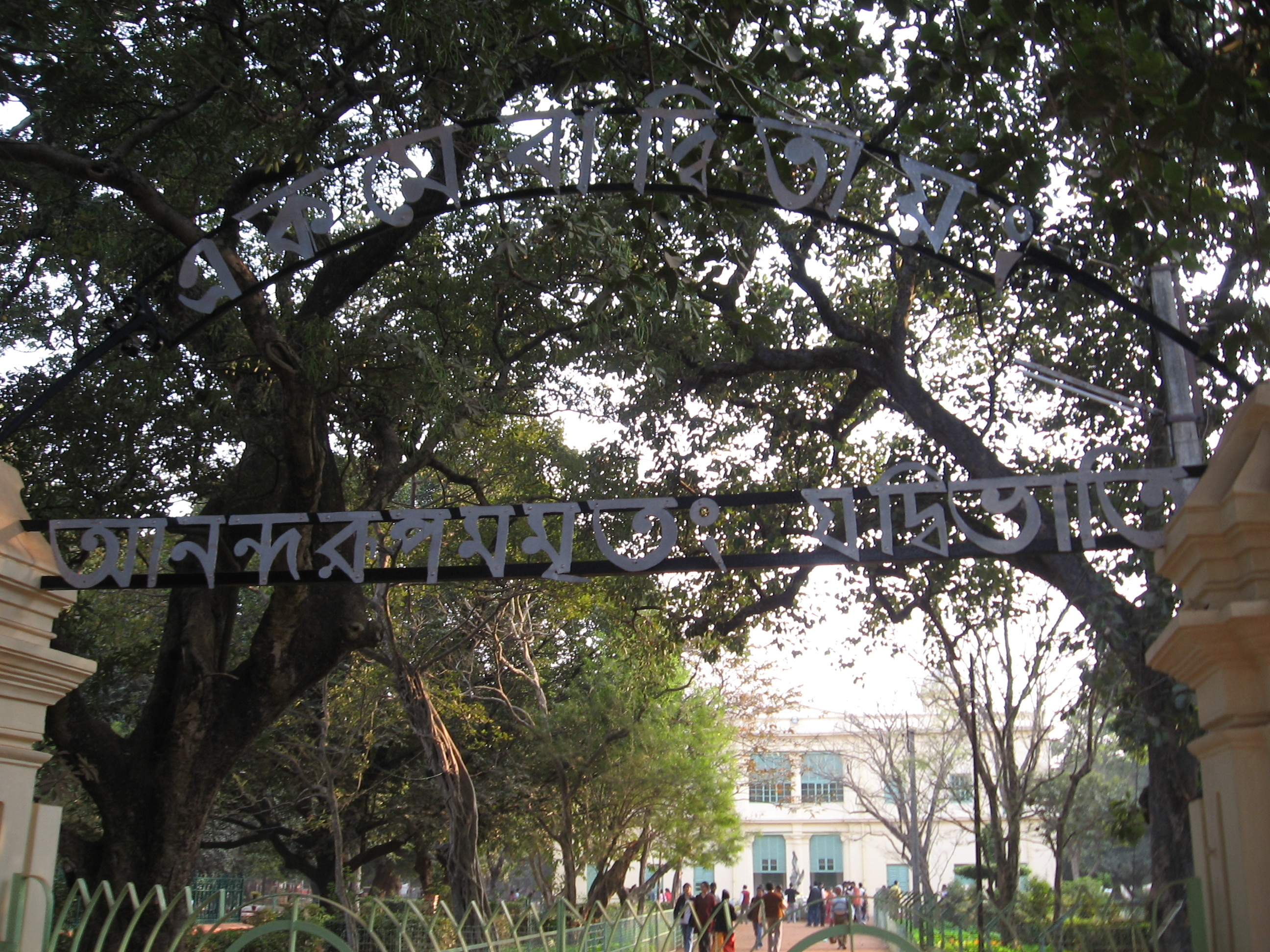
Santiniketan Griha
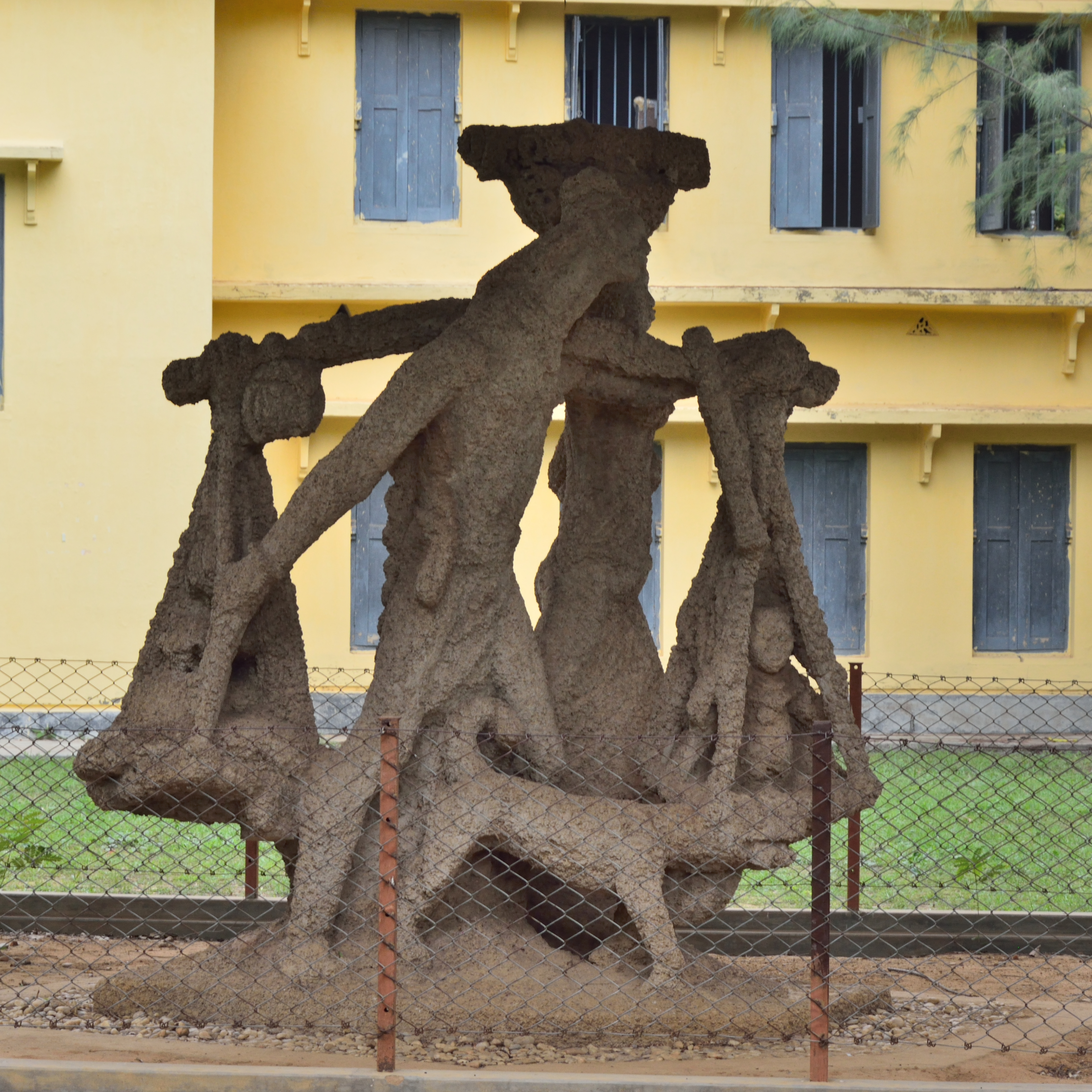
Gia đình Santal của Ramkinkar Baij
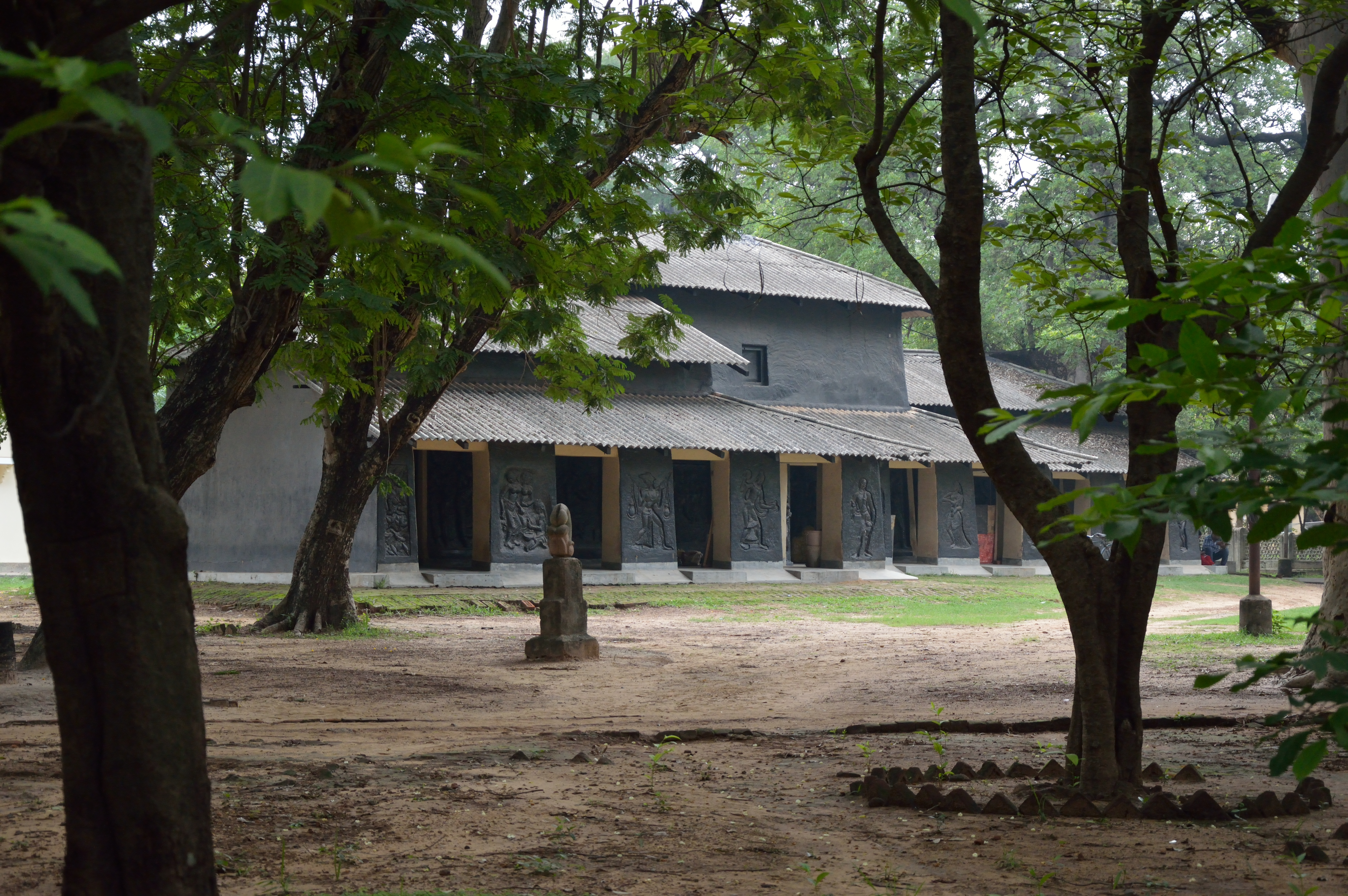
Kalo Bari – ngôi nhà được xây bằng bùn và nhựa than. Nhấp vào hình ảnh để phóng to để có cái nhìn thoáng qua về cách trang trí tường.
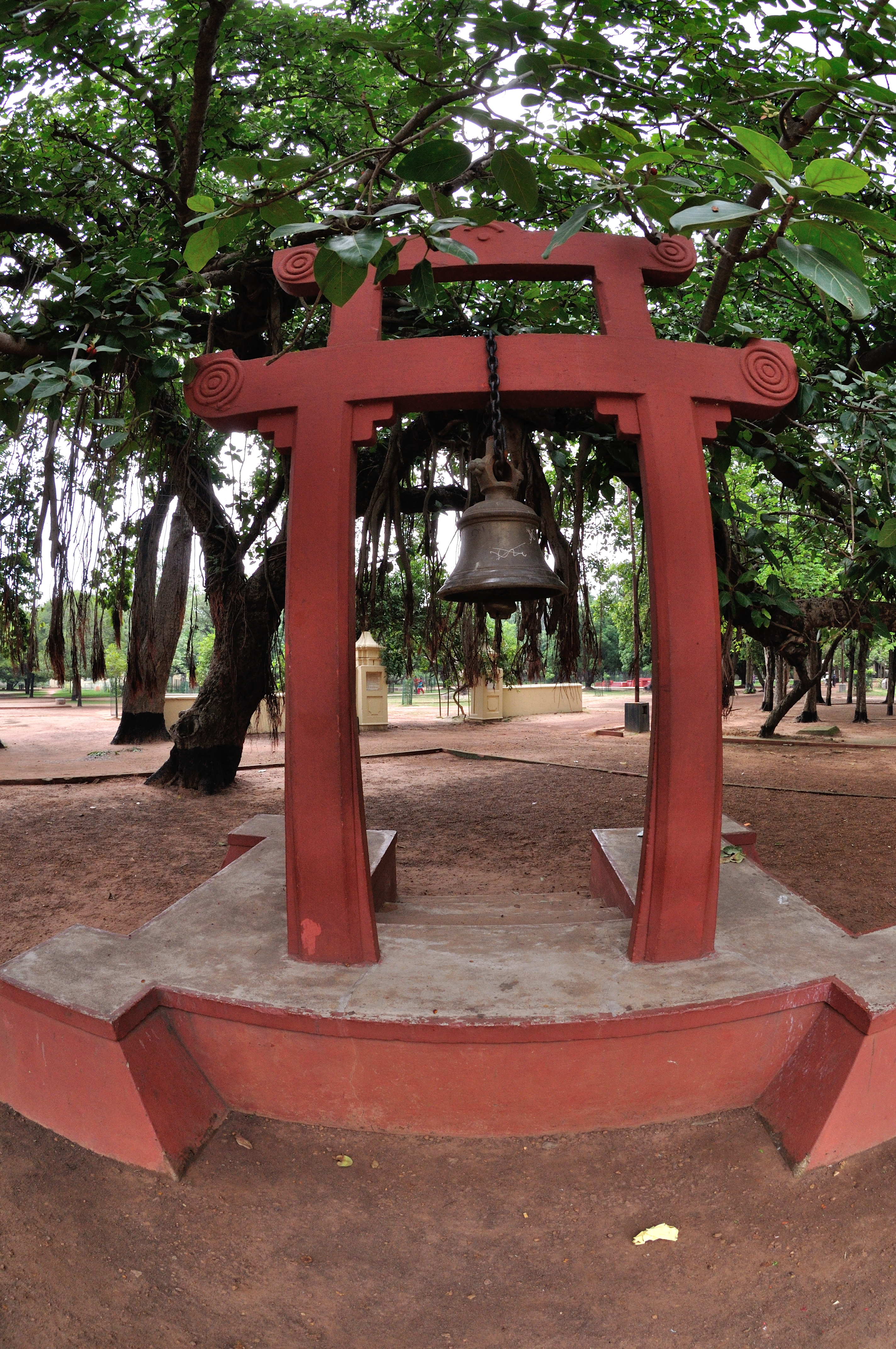
Ghantatala – giá đỡ chuông
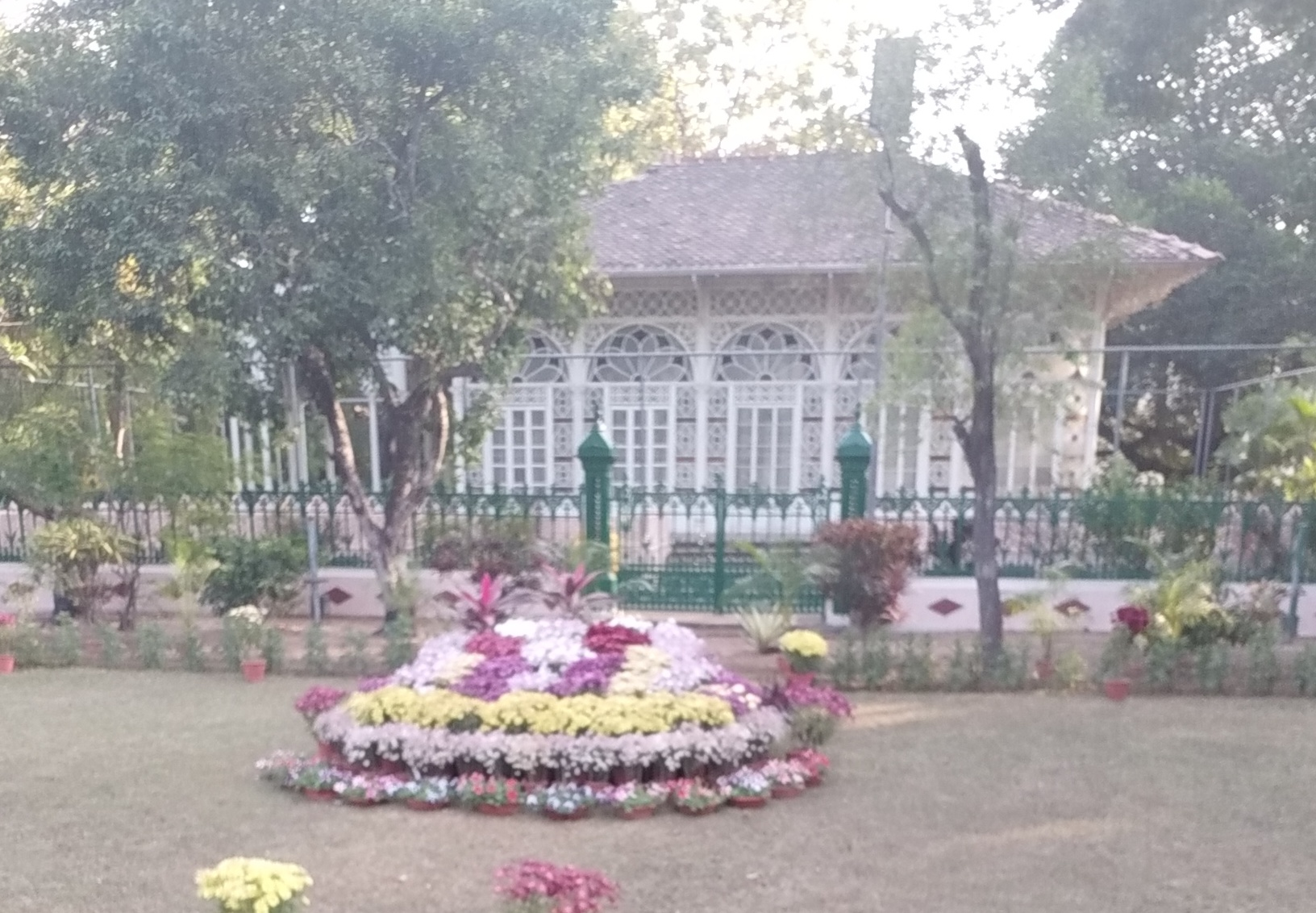
Upasana Griha tại Santiniketan